# Sint-Antonius van Paduakerk (Millingen aan de Rijn)
De Sint-Antonius van Paduakerk is een rooms-katholieke kerk in Millingen aan de Rijn in de Nederlandse provincie Gelderland.
De kerk werd in 1913-1914 gebouwd. Architect Wolter te Riele ontwierp een driebeukige kruiskerk in neogotische stijl. De kerk werd gewijd aan de heilige Antonius van Padua.
Bij artilleriebeschietingen in 1945 raakte de kerk zwaar beschadigd. Na de oorlog werd de kerk gerestaureerd, maar de toren werd op andere wijze en lager herbouwd. 
De Sint-Antonius van Paduakerk is een rijksmonument, onder meer vanwege de ensemblewaarde met pastorie, kosterswoning, begraafplaats en het Heilig Hartbeeld (1922) van Jan Custers.